# Buntovnik s razlogom
Buntovnik s razlogom je prvi album hrvatskog pjevača Harija Rončevića koji sadrži 12 pjesama. Objavljen je 1994. godine.

## Popis pjesama
1. "Buntovnik s razlogom"
2. "Marina"
3. "Kraljica želja"
4. "Sjećanja"
5. "Dite"
6. "Ej' mladosti"
7. "Getanin"
8. "Gospodi"
9. "In memoriam"
10. "Janis"
11. "Amerika"
12. "Molitva"